# جولي سميث (كاتبة)
جولي سميث (بالإنجليزية: Julie Smith)‏‏ (25 نوفمبر 1944 في أنابولس - ) روائية من الولايات المتحدة.

## الجوائز
- جائزة إدغار